# Werner Wångström
Carl Werner Wångström, född 15 juli 1873 i Grolanda, död 19 december 1963 i Örnsköldsvik, var en svensk kunglig hovfotograf under tre kungar.
Wångström växte upp i Alingsås. Som 25-åring flyttade han till Örnsköldsvik och öppnade 1898 fotoateljé på Fabriksgatan. Under 51 år drev han den största och mest framgångsrika ateljén i staden. Hustrun Olga, som också fotograferade, samt de tre döttrarna Daga, Greta och Iris, hjälpte till i ateljén. Verksamheten flyttades senare till hörnet Centralgatan-Lasarettsgatan.
Så småningom öppnade Werner Wångström filialer på olika platser i Ångermanland, bl. a. i Gideå, Bjästa, Nordingrå och Ullånger. 
Förutom porträttfotografering dokumenterade han såväl stads- som naturmiljöer. Han anlitades även flitigt som nyhetsfotograf. Werner Wångström var aktiv in i det sista. I Örnsköldsviks museum och konsthall finns stora delar av hans livsverk bevarade. 